# Зитка, Даниэл
Да́ниэл Зи́тка (чеш. Daniel Zítka; 20 июня 1975, Гавиржов, ЧССР) — чешский футболист, вратарь.

## Карьера

### Клубная
Воспитанник футбольной школы гавиржовского «Баника», в нём же начал профессиональную карьеру в 1993 году. В 1994 году перешёл в жижковскую «Викторию», за которую сыграл в итоге только один матч, так же только один матч в 1995 году за слушовицкую «Альфу», и в том же году вернулся в «Баник». В 1996 году перешёл в «Тескому» из Злина, а с 1997 года выступал в составе словацкого «Татрана» из Прешова. В 1999 году перебрался в Бельгию в клуб «Локерен», а с 2002 года играет за брюссельский «Андерлехт», в составе которого трижды выиграл чемпионат Бельгии, по одному разу Кубок Бельгии и Суперкубок Бельгии, неоднократно участвовал в групповом турнире Лиги чемпионов, а в 2007 году был признан лучшим вратарём чемпионата Бельгии.

### В сборной
В 1994 и 1996 году сыграл 2 матча за молодёжную сборную.
В составе главной национальной сборной Чехии дебютировал 21 ноября 2007 года в матче со сборной Кипра. Участник чемпионата Европы 2008 года.

## Достижения
- Чемпион Бельгии (3): 2003/04, 2005/06, 2006/07
- Обладатель Кубка Бельгии (1): 2007/08
- Обладатель Суперкубка Бельгии (1): 2007
- Лучший вратарь чемпионата Бельгии (1): 2006/07